# Zamarada keraia
Zamarada keraia är en fjärilsart som beskrevs av Fletcher 1974. Zamarada keraia ingår i släktet Zamarada och familjen mätare. Inga underarter finns listade i Catalogue of Life.